# Libor Radimec
Libor Radimec, né le 22 mai 1950 à Ostrava (Tchécoslovaquie), est un footballeur tchèque, évoluant au poste de défenseur central. Au cours de sa carrière, il évolue au Dukla Jindřichův Hradec, au TJ VŽKG Vítkovice, au Baník Ostrava, à l'Austria Vienne et au First Vienna ainsi qu'en équipe de Tchécoslovaquie.
Radimec marque un but lors de ses dix-sept sélections avec l'équipe de Tchécoslovaquie entre 1980 et 1982. Il participe aux Jeux olympiques en 1980 et à la Coupe du monde en 1982 avec l'équipe de Tchécoslovaquie.

## Biographie

### En équipe nationale
Il dispute deux matchs lors du mondial 1982 : contre l'Angleterre et contre la France.
Il joue par ailleurs six matchs lors du Tournoi olympique de 1980 : quatre à Leningrad et deux à Moscou. La Tchécoslovaquie remporte la médaille d'or.

## Carrière
- 1969-1971 :  Dukla Jindřichův Hradec
- 1971-1973 :  TJ VŽKG Vítkovice
- 1973-1982 :  Baník Ostrava
- 1983 :  Austria Vienne
- 1983-1985 :  First Vienna

## Palmarès

### En équipe nationale
- 17 sélections et 1 but avec l'équipe de Tchécoslovaquie entre 1980 et 1982
- Vainqueur des Jeux olympiques en 1980

### Avec le Banik Ostrava
- Vainqueur du championnat de Tchécoslovaquie en 1976, 1980 et 1981
- Vainqueur de la Coupe de Tchécoslovaquie en 1978